# Palazzo ENI
Il Palazzo ENI, o più comunemente Palazzo di vetro, è la sede dell'Eni (ex Ente Nazionale Idrocarburi) e si trova nel quartiere EUR a Roma, all'estremità est del laghetto, in piazzale Enrico Mattei.

## Descrizione
L'edificio, uno dei simboli della "Roma economica" venne costruito tra il 1959 e il 1962, su progetto degli architetti Marco Bacigalupo e Ugo Ratti, con strutture degli ingegneri Leo Finzi ed Edoardo Nova.
È alto 85,5 m per un totale di 22 piani. Dalla sua inaugurazione è stato l'edificio più alto della capitale, dopo la Basilica di San Pietro in Vaticano fino alla costruzione della Torre Eurosky (155 metri) e della vicina Torre Europarco (120 metri), nel 2012.
Tra il 19 e il 20 ottobre 2019, in orario serale, il palazzo ha ospitato sulla sua facciata un evento di videomapping di grandi proporzioni, tra i più grandi mai realizzati in Italia. Lo spettacolo, dal titolo Paradoxa, è l'ultima creazione dello studio catalano Onionlab,  presentata in prima mondiale a Roma, ed è consistito in un viaggio avveniristico nella dimensione paradossale del tempo e nei temi del rispetto del nostro pianeta, in ottica di circolarità e sostenibilità. L'installazione fa parte del festival Solid Light, alla sua seconda edizione, all'interno di Videocittà, il Festival della Visione, ideato da Francesco Rutelli e diretto da Francesco Dobrovich.

## Galleria d'immagini

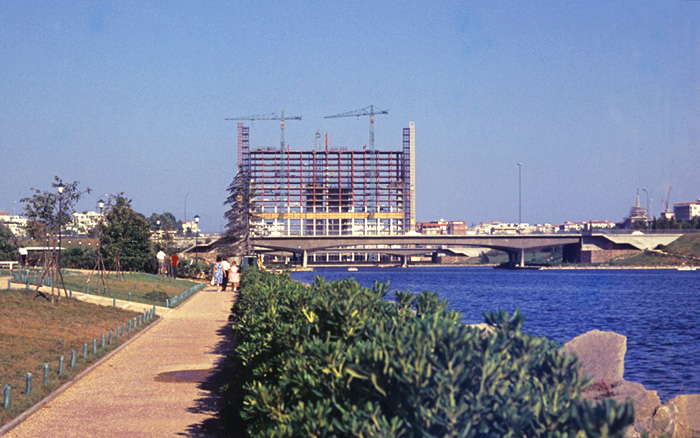
Il palazzo in costruzione, giugno 1961
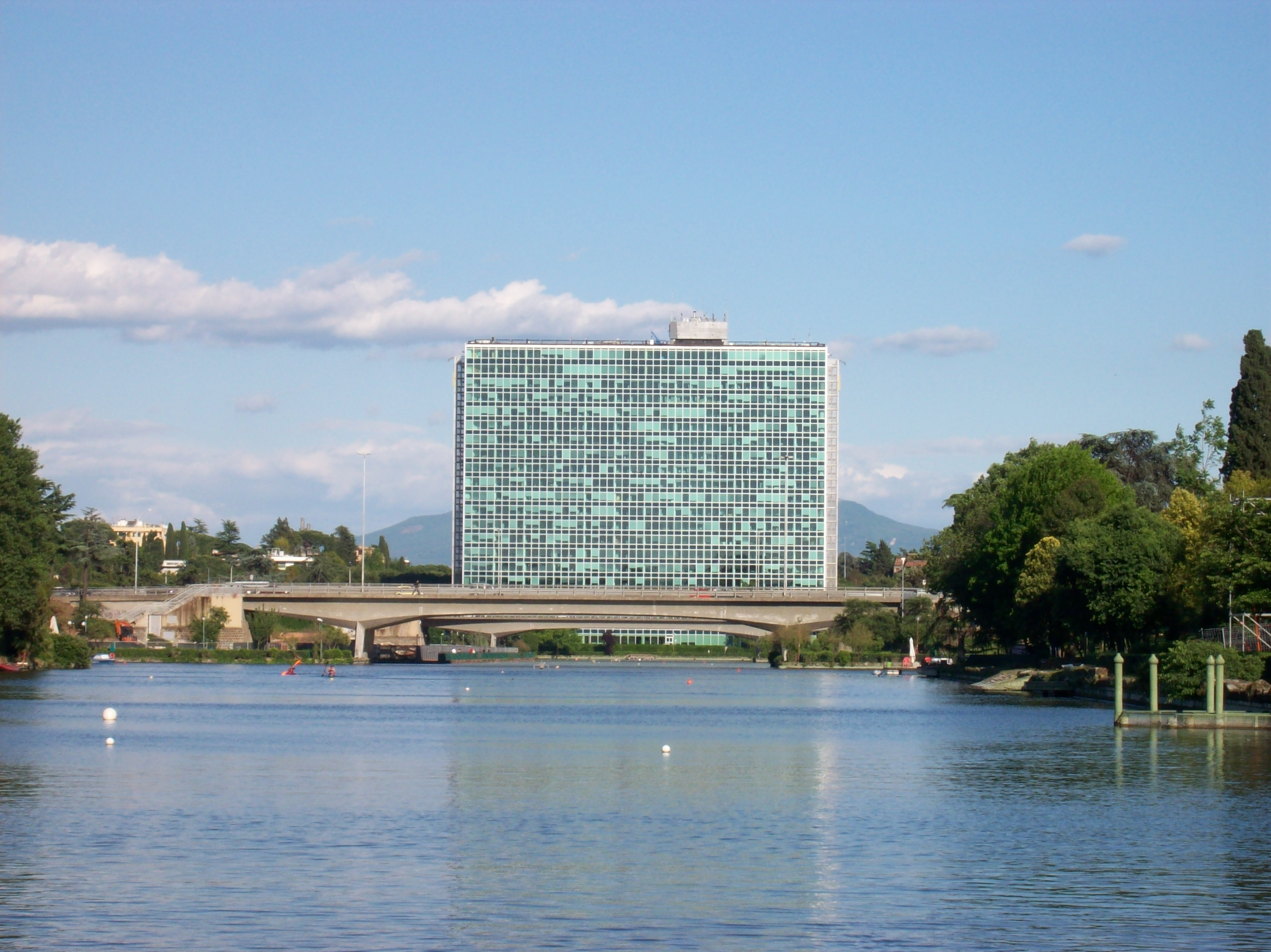
Il palazzo visto dalla sponda opposta del laghetto dell'EUR
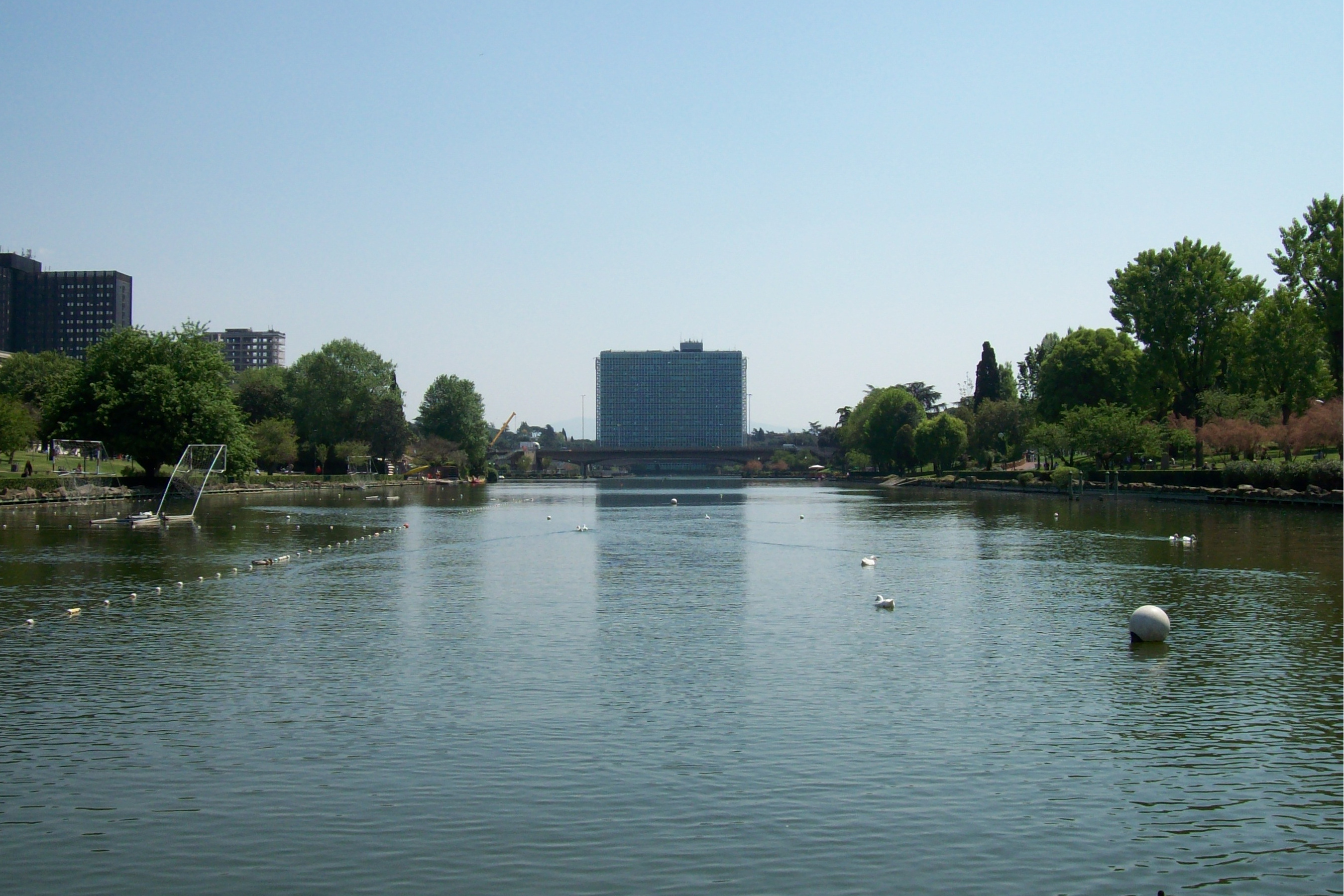
Il palazzo sullo sfondo del laghetto dell'EUR
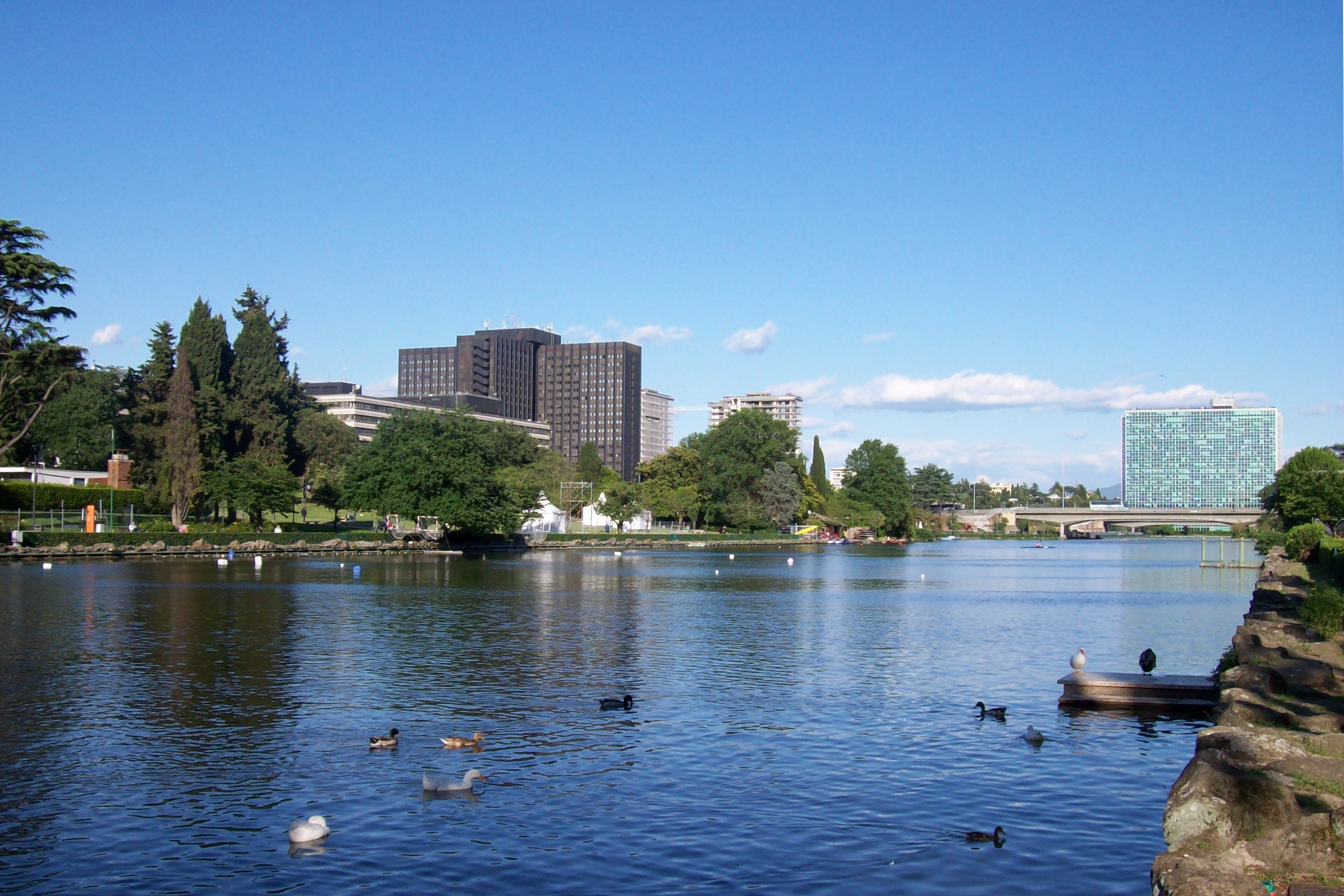
Posizionamento del palazzo rispetto agli altri edifici intorno al laghetto
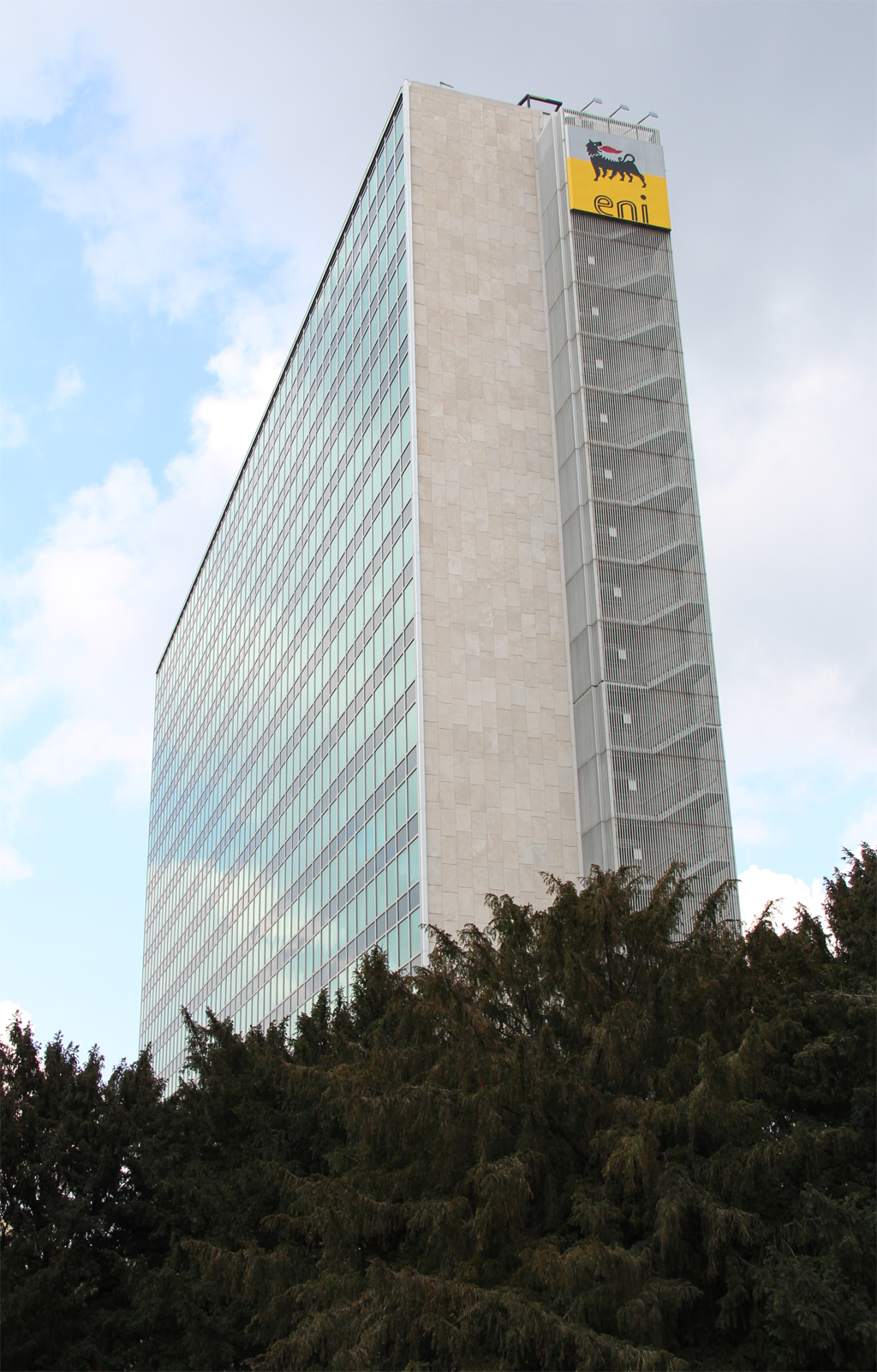
Il palazzo ENI visto dal basso